# دوروثي ماغيري
دوروثي ماغيري (بالإنجليزية: Dorothy Maguire)‏ هي لاعب كرة قاعدة أمريكية، ولدت في 21 نوفمبر 1918 في لاغرانج في الولايات المتحدة، وتوفيت في 2 أغسطس 1981 في سبنسر في الولايات المتحدة.